# 오르비니오
오르비니오(이탈리아어: Orvinio)는 이탈리아 라치오주 리에티도에 위치한 코무네다. 로마로부터 북동쪽 45km, 리에티로부터 남쪽 30km 거리에 있다.